# Lenz-Typ x
Die Lenz-Typ x war eine zweiachsige meterspurige Tenderlokomotive der Halle-Hettstedter Eisenbahn-Gesellschaft.

## Geschichte
1895 eröffnete die Halle-Hettstedter Eisenbahn-Gesellschaft zur Bedienung einiger Industriebetriebe die meterspurige Industriebahn Halle (Saale), die an die normalspurige Hafenbahn der gleichen Gesellschaft anschloss.
Zur Bedienung lieferte die Maschinenfabrik Christian Hagans zwei Lokomotiven mit den Fabriknummern 302 und 303, die von der Betriebsführungsgesellschaft Lenz & Co. als Typ x eingeordnet und so als 3x und 4x bezeichnet wurden. Diese Zuordnung ist vermutlich eine Sonderlösung, da die Loks sich von den üblichen Lenz-Lokomotiven unterschieden.
1949 kam diese Bahn zur Deutschen Reichsbahn und die Lokomotiven erhielten die Nummern 99 5801 und 5802.
1967 und 1968 wurden beide Lokomotiven wegen Kesselschäden ausgemustert.

## Technische Merkmale
Die Lokomotiven verfügten über eine Stephenson-Steuerung, der Antrieb erfolgte auf die zweite Achse.
Der Wasserbehälter lag im Rahmen, wahrscheinlich erst nachträglich wurden auch Wasserbehälter rechts und links vom Kessel, in Verlängerung der Kohlenbehälter, angebracht.
Die Lokomotiven hatten keine Kupplung, sondern nur eine Zugstange, da sie ausschließlich Rollböcke beförderten.